# أوليفر بيرك
أوليفر بيرك (بالإنجليزية: Oliver Burke) (7 أبريل 1997 كيركالدي المملكة المتحدة - ) هو لاعب كرة قدم بريطاني.

## وصلات خارجية
أوليفر بيرك على موقع الاتحاد الأوربي (الإنجليزية)
- أوليفر بيرك على موقع الاتحاد الإسكتلندي (الإنجليزية)
- أوليفر بيرك على موقع قاعدة بيانات كرة القدم.إي يو (الإنجليزية)
- أوليفر بيرك على موقع ناشيونال فوتبول تيمز (الإنجليزية)
- أوليفر بيرك على موقع Soccerbase.com (لاعب) (الإنجليزية)
- أوليفر بيرك على موقع Soccerway.com (الإنجليزية)
- أوليفر بيرك على موقع عالم كرة القدم.نت (الإنجليزية)
- أوليفر بيرك على موقع AS.com (الإسبانية)